# Сатурн (премия, 1993)
19-я церемония вручения наград премии «Сатурн» за заслуги в области фантастики, фэнтези и фильмов ужасов за 1992 год состоялась 8 июня 1993 года в США.

## Лауреаты и номинанты
Лауреаты указаны первыми, выделены жирным шрифтом и  отдельным цветом. 

### Основные категории
| Категория                          | Лауреаты и номинанты                                                                                      | Лауреаты и номинанты                                                                               |
| ---------------------------------- | --- | -------------------------------------------------------------------------------------------------- |
| Лучший научно-фантастический фильм | • Звёздный путь 6: Неоткрытая страна / Star Trek VI: The Undiscovered Country                             | • Звёздный путь 6: Неоткрытая страна / Star Trek VI: The Undiscovered Country                      |
| Лучший научно-фантастический фильм | • Чужой 3 / Alien³                                                                                        | |
| Лучший научно-фантастический фильм | • Корпорация «Бессмертие» / Freejack                                                                      | |
| Лучший научно-фантастический фильм | • Дорогая, я увеличил ребёнка / Honey I Blew Up the Kid                                                   | |
| Лучший научно-фантастический фильм | • Газонокосильщик / The Lawnmower Man                                                                     | |
| Лучший научно-фантастический фильм | • Исповедь невидимки / Memoirs of an Invisible Man                                                        | |
| Лучший фильм-фэнтези               | • Аладдин (м/ф) / Aladdin                                                                                 | • Аладдин (м/ф) / Aladdin                                                                          |
| Лучший фильм-фэнтези               | • Семейка Аддамс / The Addams Family                                                                      | |
| Лучший фильм-фэнтези               | • Бэтмен возвращается / Batman Returns                                                                    | |
| Лучший фильм-фэнтези               | • Красавица и Чудовище (м/ф) / Beauty and the Beast                                                       | |
| Лучший фильм-фэнтези               | • Смерть ей к лицу / Death Becomes Her                                                                    | |
| Лучший фильм-фэнтези               | • Капитан Крюк / Hook                                                                                     | |
| Лучший фильм-фэнтези               | • Игрушки / Toys                                                                                          | |
| Лучший фильм ужасов                | • Дракула / Dracula                                                                                       | • Дракула / Dracula                                                                                |
| Лучший фильм ужасов                | • Основной инстинкт / Basic Instinct                                                                      | |
| Лучший фильм ужасов                | • Кэндимэн / Candyman                                                                                     | |
| Лучший фильм ужасов                | • Живая мертвечина / Braindead                                                                            | |
| Лучший фильм ужасов                | • Рука, качающая колыбель / The Hand That Rocks the Cradle                                                | |
| Лучший фильм ужасов                | • Восставший из ада 3: Ад на земле / Hellraiser III: Hell on Earth                                        | |
| Лучший фильм ужасов                | • Твин Пикс: Сквозь огонь / Twin Peaks: Fire Walk with Me                                                 | |
| Лучший актёр                       | | • Гэри Олдмен — «Дракула» (за роль графа Дракулы / Влада III Дракулы)                              |
| Лучший актёр                       | • Чеви Чейз — «Исповедь невидимки» (за роль Ника Хэллоуэя)                                                | |
| Лучший актёр                       | • Майкл Гэмбон — «Игрушки» (за роль генерала в отставке Леланда Зиво)                                     | |
| Лучший актёр                       | • Рауль Хулия — «Семейка Аддамс» (за роль Гомеса Аддамса)                                                 | |
| Лучший актёр                       | • Джон Литгоу — «Воспитание Каина» (за роль Картера / Каина / доктора Никса / Джоша / Марго)              | |
| Лучший актёр                       | • Робин Уильямс — «Игрушки» (за роль Лесли Зиво)                                                          | |
| Лучший актёр                       | • Брюс Уиллис — «Смерть ей к лицу» (за роль доктора Эрнеста Менвилла)                                     | |
| Лучшая актриса                     | | • Вирджиния Мэдсен — «Кэндимэн» (за роль Хелен Лайл)                                               |
| Лучшая актриса                     | • Ребекка Де Морнэй — «Рука, качающая колыбель» (за роль миссис Мотт / Пейтон Фландерс)                   | |
| Лучшая актриса                     | • Шерил Ли — «Твин Пикс: Сквозь огонь» (за роль Лоры Палмер)                                              | |
| Лучшая актриса                     | • Вайнона Райдер — «Дракула» (за роль Мины Мюррей / Элизабеты)                                            | |
| Лучшая актриса                     | • Шэрон Стоун — «Основной инстинкт» (за роль Кэтрин Трамелл)                                              | |
| Лучшая актриса                     | • Мерил Стрип — «Смерть ей к лицу» (за роль Мэдлин Эштон)                                                 | |
| Лучшая актриса                     | • Сигурни Уивер — «Чужой 3» (за роль Эллен Рипли)                                                         | |
| Лучший актёр второго плана         | | • Робин Уильямс — «Аладдин» (за озвучивание Джинна)                                                |
| Лучший актёр второго плана         | • Дэнни Де Вито — «Бэтмен возвращается» (за роль Освальда Кобблпота («Пингвина»))                         | |
| Лучший актёр второго плана         | • Чарльз С. Даттон — «Чужой 3» (за роль Диллона)                                                          | |
| Лучший актёр второго плана         | • Энтони Хопкинс — «Дракула» (за роль профессора Абрахама Ван Хельсинга)                                  | |
| Лучший актёр второго плана         | • Сэм Нилл — «Исповедь невидимки» (за роль Дэвида Дженкинса)                                              | |
| Лучший актёр второго плана         | • Кевин Спейси — «По взаимному согласию» (за роль Эдди Отиса)                                             | |
| Лучший актёр второго плана         | • Рэй Уайз — «Твин Пикс: Сквозь огонь» (за роль Лиланда Палмера)                                          | |
| Лучшая актриса второго плана       | | • Изабелла Росселлини — «Смерть ей к лицу» (за роль Лайл фон Руман)                                |
| Лучшая актриса второго плана       | • Ким Кэттролл — «Звёздный путь 6: Неоткрытая страна» (за роль лейтенанта Валерис)                        | |
| Лучшая актриса второго плана       | • Джулианна Мур — «Рука, качающая колыбель» (за роль Марлен Крейвен)                                      | |
| Лучшая актриса второго плана       | • Рене Руссо — «Корпорация „Бессмертие“» (за роль Джули Редланд)                                          | |
| Лучшая актриса второго плана       | • Фрэнсис Стернхаген — «Воспитание Каина» (за роль доктора Линн Вальдхайм)                                | |
| Лучшая актриса второго плана       | • Марша Стрэссмен — «Дорогая, я увеличил ребёнка» (за роль Дайан Шалински)                                | |
| Лучшая актриса второго плана       | • Робин Райт — «Игрушки» (за роль Гвен Тайлер)                                                            | |
| Лучший молодой актёр или актриса   | Скотт Уайнгер в 1993 году                                                                                 | • Скотт Уайнгер — «Аладдин» (за озвучивание Аладдина)                                              |
| Лучший молодой актёр или актриса   | Скотт Уайнгер в 1993 году                                                                                 | • Брэндон Квинтин Адамс — «Люди под лестницей» (за роль Пойндекстера «Фула» Уильямса)              |
| Лучший молодой актёр или актриса   | Скотт Уайнгер в 1993 году                                                                                 | • Эдвард Фёрлонг — «Кладбище домашних животных 2» (за роль Джеффа Мэтьюза)                         |
| Лучший молодой актёр или актриса   | Скотт Уайнгер в 1993 году                                                                                 | • Роберт Оливери — «Дорогая, я увеличил ребёнка» (за роль Ника Шалински)                           |
| Лучший молодой актёр или актриса   | Скотт Уайнгер в 1993 году                                                                                 | • Кристина Риччи — «Семейка Аддамс» (за роль Уэнздей Аддамс)                                       |
| Лучший молодой актёр или актриса   | Скотт Уайнгер в 1993 году                                                                                 | • Дениэл Шаликар — «Дорогая, я увеличил ребёнка» (за роль Адама Шалински)                          |
| Лучший молодой актёр или актриса   | Скотт Уайнгер в 1993 году                                                                                 | • Джошуа Шаликар — «Дорогая, я увеличил ребёнка» (за роль Адама Шалински)                          |
| Лучшая режиссура                   | | • Фрэнсис Форд Коппола за фильм «Дракула»                                                          |
| Лучшая режиссура                   | • Тим Бёртон — «Бэтмен возвращается»                                                                      | |
| Лучшая режиссура                   | • Дэвид Финчер — «Чужой 3»                                                                                | |
| Лучшая режиссура                   | • Уильям Фридкин — «Неистовство»                                                                          | |
| Лучшая режиссура                   | • Рэндал Клайзер — «Дорогая, я увеличил ребёнка»                                                          | |
| Лучшая режиссура                   | • Пол Верховен — «Основной инстинкт»                                                                      | |
| Лучшая режиссура                   | • Роберт Земекис — «Смерть ей к лицу»                                                                     | |
| Лучший сценарий                    | | • Джеймс В. Харт — «Дракула»                                                                       |
| Лучший сценарий                    | • Дэвид Гилер, Уолтер Хилл и Ларри Фергюсон — «Чужой 3»                                                   | |
| Лучший сценарий                    | • Джо Эстерхаз — «Основной инстинкт»                                                                      | |
| Лучший сценарий                    | • Бернард Роуз — «Кэндимэн»                                                                               | |
| Лучший сценарий                    | • Мартин Донован и Дэвид Кепп — «Смерть ей к лицу»                                                        | |
| Лучший сценарий                    | • Николас Мейер и Денни Мартин Флинн — «Звёздный путь 6: Неоткрытая страна»                               | |
| Лучший сценарий                    | • Дэвид Линч и Роберт Энджелс — «Твин Пикс: Сквозь огонь»                                                 | |
| Лучшая музыка                      | • Анджело Бадаламенти за музыку к фильму «Твин Пикс: Сквозь огонь»                                        | • Анджело Бадаламенти за музыку к фильму «Твин Пикс: Сквозь огонь»                                 |
| Лучшая музыка                      | • Алан Менкен — «Аладдин»                                                                                 | |
| Лучшая музыка                      | • Джерри Голдсмит — «Основной инстинкт»                                                                   | |
| Лучшая музыка                      | • Алан Менкен — «Красавица и Чудовище»                                                                    | |
| Лучшая музыка                      | • Войцех Киляр — «Дракула»                                                                                | |
| Лучшая музыка                      | • Алан Сильвестри — «Смерть ей к лицу»                                                                    | |
| Лучшая музыка                      | • Ханс Циммер и Тревор Хорн — «Игрушки»                                                                   | |
| Лучшие костюмы                     | • Эйко Исиока — «Дракула»                                                                                 | • Эйко Исиока — «Дракула»                                                                          |
| Лучшие костюмы                     | • Боб Рингвуд и Дэвид Перри — «Чужой 3»                                                                   | |
| Лучшие костюмы                     | • Боб Рингвуд, Мэри Э. Вогт и Вин Бёрнэм — «Бэтмен возвращается»                                          | |
| Лучшие костюмы                     | • Лиза Дженсен — «Корпорация „Бессмертие“»                                                                | |
| Лучшие костюмы                     | • Робин Рейчек — «Мама, папа, спасите мир»                                                                | |
| Лучшие костюмы                     | • Доди Шепард — «Звёздный путь 6: Неоткрытая страна»                                                      | |
| Лучшие костюмы                     | • Альберт Вольски — «Игрушки»                                                                             | |
| Лучший грим                        | • Стэн Уинстон и Ве Нилл — «Бэтмен возвращается»                                                          | • Стэн Уинстон и Ве Нилл — «Бэтмен возвращается»                                                   |
| Лучший грим                        | • Грег Кэнном, Меттью У. Мангл и Мишель Бёрк — «Дракула»                                                  | |
| Лучший грим                        | • Боб Кин (Image Animation) — «Кэндимэн»                                                                  | |
| Лучший грим                        | • Дик Смит и Кевин Хейни — «Смерть ей к лицу»                                                             | |
| Лучший грим                        | • Боб Кин — «Восставший из ада 3: Ад на земле»                                                            | |
| Лучший грим                        | • Стив Джонсон — «Дорога в ад»                                                                            | |
| Лучший грим                        | • Майкл Миллс и Эд Френч — «Звёздный путь 6: Неоткрытая страна»                                           | |
| Лучшие спецэффекты                 | • Кен Ралстон, Том Вудрафф мл. и Алек Гиллис (Industrial Light & Magic (ILM)) — «Смерть ей к лицу»        | • Кен Ралстон, Том Вудрафф мл. и Алек Гиллис (Industrial Light & Magic (ILM)) — «Смерть ей к лицу» |
| Лучшие спецэффекты                 | • Алан Манро (Visual Concept Engineering (VCE), Alterian Inc., David Miller Creations) — «Семейка Аддамс» | |
| Лучшие спецэффекты                 | • Джордж Гиббс, Ричард Эдланд, Алек Гиллис и Том Вудрафф мл. — «Чужой 3»                                  | |
| Лучшие спецэффекты                 | • Роман Коппола — «Дракула»                                                                               | |
| Лучшие спецэффекты                 | • Ричард Тейлор и Боб МакКэррон — «Живая мертвечина»                                                      | |
| Лучшие спецэффекты                 | • Фрэнк Сеглия, Пол Хайнс и Том Сеглия — «Газонокосильщик»                                                | |
| Лучшие спецэффекты                 | • Брюс Николсон и Нед Горман (Industrial Light & Magic (ILM)) — «Исповедь невидимки»                      | |

### Телевизионная награда
| Лучший жанровый телесериал (Best Genre Television Series) | • Симпсоны / The Simpsons                                             |
| Лучший жанровый телесериал (Best Genre Television Series) | • Бэтмен (мультсериал) / Batman: The Animated Series                  |
| Лучший жанровый телесериал (Best Genre Television Series) | • Вторжение пришельцев / Intruders                                    |
| Лучший жанровый телесериал (Best Genre Television Series) | • Квантовый скачок / Quantum Leap                                     |
| Лучший жанровый телесериал (Best Genre Television Series) | • Шоу Рена и Стимпи / The Ren & Stimpy Show                           |
| Лучший жанровый телесериал (Best Genre Television Series) | • Звёздный путь: Следующее поколение / Star Trek: The Next Generation |
| Лучший жанровый телесериал (Best Genre Television Series) | • Байки из склепа / Tales from the Crypt                              |

### Видео
| Лучшее жанровое видеоиздание (Best Genre Video Release) | • Убийца! / Killer!                        |
| Лучшее жанровое видеоиздание (Best Genre Video Release) | • Франкенвини / Frankenweenie              |
| Лучшее жанровое видеоиздание (Best Genre Video Release) | • Шоссе в ад / Highway to Hell             |
| Лучшее жанровое видеоиздание (Best Genre Video Release) | • Мир иной / Netherworld                   |
| Лучшее жанровое видеоиздание (Best Genre Video Release) | • Проект «Охотник за тенью» / Shadowchaser |
| Лучшее жанровое видеоиздание (Best Genre Video Release) | • Дракула (фильм, 1931) / Drácula          |
| Лучшее жанровое видеоиздание (Best Genre Video Release) | • Два злобных глаза / Due occhi diabolici  |

### Специальные награды
| Награда                                            | Лауреаты        | Лауреаты      |
| -------------------------------------------------- | --------------- | ------------- |
| Премия Джорджа Пала (George Pal Memorial Award)    | • Фрэнк Маршалл |               |
| Премия за достижения в карьере (Life Career Award) | • Дэвид Линч    |               |
| Президентская премия (President’s Award)           | • Гэйл Энн Хёрд |               |
| Service Award                                      | • Элис Ла Дин   | • Элис Ла Дин |